# Gochtsche Villa

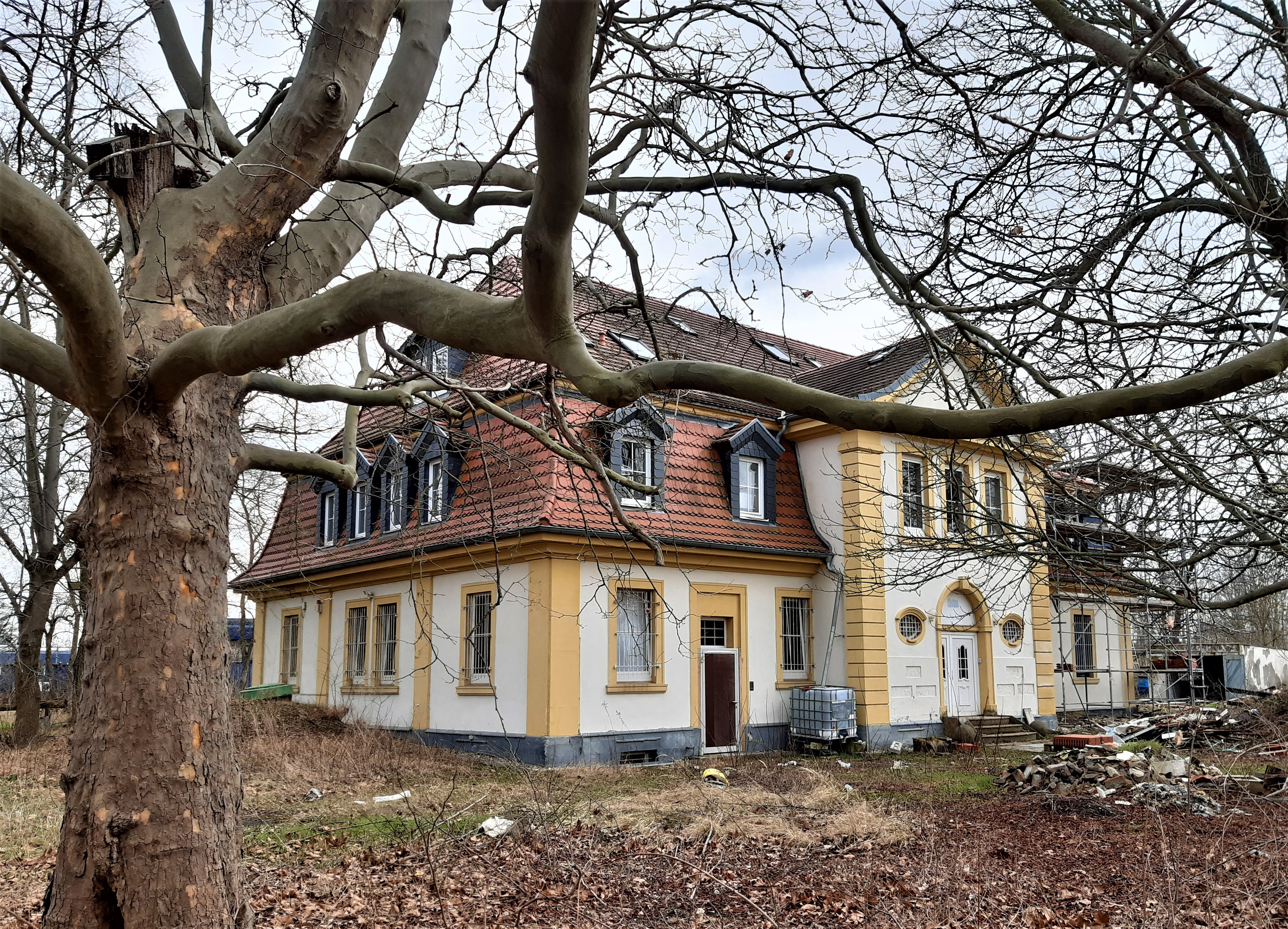
Gochtsche Villa im März 2021, Eingangsbereich, Nordseite

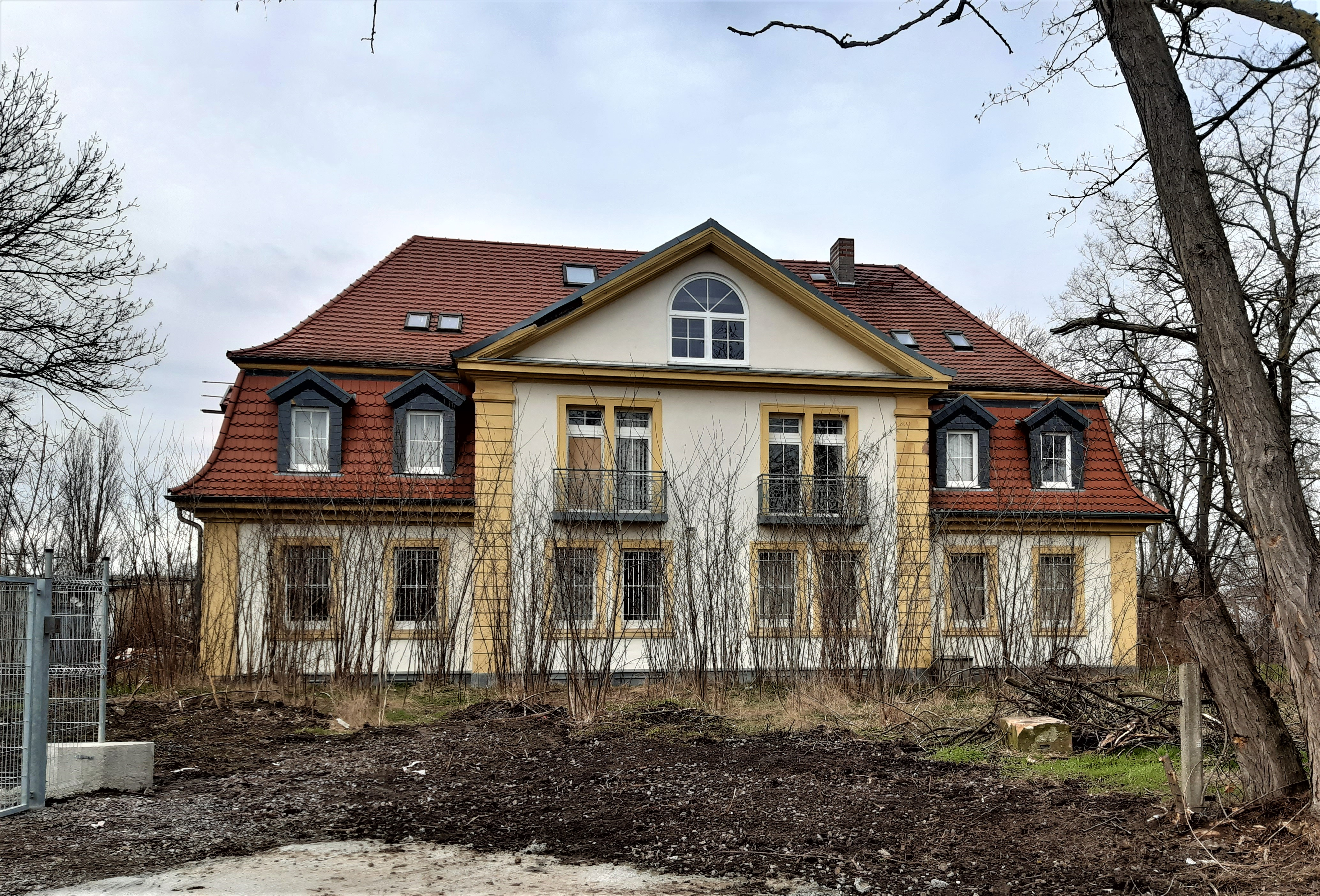
Gochtsche Villa im März 2021, Rückseite, Südostseite

Die Gochtsche Villa ist ein denkmalgeschütztes Gebäude des Röntgenologen, Orthopäden und Hochschullehrers Hermann Gocht im Ortsteil Schkopau der gleichnamigen Einheitsgemeinde im Saalekreis in Sachsen-Anhalt. Sie gehört zur denkmalgeschützten Gartenstadtsiedlung Hallesche Straße / Korbethaer Straße in Schkopau (094 20461) und ist im örtlichen Denkmalverzeichnis unter der Erfassungsnummer 094 20457 als eigenes Baudenkmal aufgeführt.

## Lage
Die Gochtsche Villa liegt in der Korbethaer Str. 2 in Schkopau, etwa 250 Meter westlich der Saale auf einem heute nur noch etwa 7000 Quadratmeter großen Gartengrundstück in der ehemaligen Gartenstadtsiedlung Schkopau.

## Geschichte
Nach verschiedenen Studien und Anstellungen unter anderem in Tübingen, Erlangen, Würzburg, Hamburg und Greifswald kehrte Gocht in die Region Halle (Saale) zurück, wo er beispielsweise, neben der bereits von ihm 1901 begründeten Klinik für Krüppelfürsorge, 1910 die Krüppel-Heil- und Bildungs-Anstalt in Halle gründete. Im selben Jahr musste Gocht seine Wohnung in der damaligen Hedwigstraße (heute Johann-Andreas-Segner-Straße) aufgrund von Klinikumbauten räumen und beschloss daher, sich in der Gegend um Halle in einem eigenen Haus niederzulassen. 
Mit der Unterstützung durch den Schlossherrn des Schloss Schkopau Hans-Ulrich von Trotha konnte Gocht 1910 ein großes Baugrundstück in der neu entstehenden Gartenstadtsiedlung in Schkopau erwerben. Auf diesem Grundstück ließ Gocht einen Park mit Gärtnerhaus und die Villa errichten, die er und seine Frau Margarete, die Tochter eines Sanitätsrats aus Merseburg, 1912 bezogen. Im selben Jahr nahm Gocht den zuvor aus Spanien schwer erkrankt zurückgekehrten Maler Friedrich Karl Ströher für mehrere Jahre bis zum Mai 1917 auf seinem Landsitz auf, damit dieser sich auskurieren konnte, und errichtete ihm dafür ein Sonnenbad. Als Gocht 1915 als Extraordinarius an die Berliner Charité berufen wurde, verbrachte er, auch von Berlin aus, seine Wochenenden in der Villa und betätigte sich landwirtschaftlich und gärtnerisch. Ab Mitte der 1930er Jahre kehrte Gocht krankheitsbedingt dauerhaft in seine Villa nach Schkopau zurück und verstarb dort im Mai 1938. Seine Witwe lebte noch bis zu ihrem Tod 1951 in der Villa.
Nachdem Margarete Gocht verstorben war, wurde die Villa unterschiedlichen Nutzungen durch die DDR-Administration überführt. Der Park wurde zum überwiegenden Teil durch Erweiterungen der Buna-Werke überbaut und die Villa verfiel bis zur Wende 1989. Nach der Wende wurde sie mit Stand 2023 grundhaft saniert sowie rekonstruiert und dient als Wohnhaus.

## Architektur
Der zweigeschossige Putzbau mit repräsentativer Fassade und einem vorkragenden Walmdach ist im Stil eines kleinen barocken Palais’ mit aufwendiger Grundrisslösung und reicher Fassadengliederung gestaltet und besaß ein seitliches Gärtnerhaus.